# Aphilopota fletcheriana
Aphilopota fletcheriana là một loài bướm đêm trong họ Geometridae.